# Signal.MD
Signal.MD Inc. (jap. 株式会社シグナル・エムディ, Kabushiki-gaisha Shigunaru Emudi) ist eine japanische Filmproduktionsgesellschaft, welche sich hauptsächlich auf Anime fokussiert. Das Studio wurde Oktober 2014 von dem Unternehmen IG Port gegründet.

## Geschichte
2014 gab IG Port die Gründung eines neuen Studio namens Signal.MD bekannt. Das Vorstandsmitglied von Production I.G Katsuji Morishita wurde zum Präsidenten des Studios ernannt.

## Produktionen

### Filme
- 2016: Colorful Ninja Iromaki
- 2016: Cyborg 009: Call of Justice
- 2017: Ancien und das magische Königreich
- 2019: Birthday Wonderland[2]
- 2019: Kimi dake ni Motetainda[3]
- 2020: Fate/Grand Order (ersten Film)[4]
- 2021: Saidā no Yō ni Kotoba ga Wakiagaru[5]
- 2022: Deemo Sakura no Oto - Anata no Kanadeta Oto ga, Ima mo Hibiku

### Serien
- 2015–2016: Tantei Chīmu Kazzu Jiken Nōto
- 2017: Atom: The Beginning
- 2017: Neto-juu no Susume
- 2018: Hashiri Tsuzukete Yokattatte.[6]
- 2018: FLCL
- 2020: Kedama no Gonjirō
- 2021: Dragon, Ie o Kau.
- 2021–2022: Platinum End

### OVA
- 2020: Yunas Geisterhaus